# Matteo Rampollini
Matteo Rampollini (Toscana, 2 de juny de 1497 - 1553) fou un compositor italià molt actiu a la ciutat de Florència durant el Renaixement.
Restà al servei de Cosme I de Mèdici, i fou un dels compositors encarregats d'escriure la música per a les festes amb què se celebrà el matrimoni d'aquest personatge amb Elionor de Toledo el 1539. Les obres que amb aquest esdeveniment va compondre, foren publicades a Venècia, reunides en un volum, els exemplars dels quals són avui molt rars. Un d'ells es troba en la biblioteca de Sant Marc de Venècia.
Va dedicar a Petrarca tota una col·lecció monogràfica, però el més habitual era que la poesia del toscà aparegués als llibres de madrigals al costat de l'obra dels seus imitadors.